# Nationaltheater und Opernhaus Timișoara

Blick von der Piața Victoriei

Aus der Nähe

Um 1900, noch mit alter Fassade

Das Nationaltheater und Opernhaus (rumänisch: Teatrul Național și Opera Română) an der Piața Victoriei in der westrumänischen Stadt Timișoara beherbergt das Teatrul Național „Mihai Eminescu“ und die Opera Națională Română din Timișoara. Es verfügt über 711 Sitzplätze und ist ein Wahrzeichen der Stadt. Das Kulturpalais beherbergt auf weltweit einmalige Weise vier Institutionen, die Rumänische Nationaloper und Sprechtheater in drei Sprachen: Rumänisch, Deutsch und Ungarisch. Im rechten Flügel des Gebäudes sind das Deutsche Staatstheater Temeswar und das Ungarische Staatstheater „Csiky Gergely“ in einem Theatersaal mit 100 Sitzplätzen untergebracht. Grund hierfür ist, dass in der Region Banat, Rumänen, Ungarn, Serben, Deutsche, Bulgaren, Slowaken, Juden und Roma zusammengelebt haben und leben.

## Architektur und Geschichte
Das Gebäude wurde zwischen 1871 und 1875 von den Architekten Hermann Helmer und Ferdinand Fellner dem Jüngeren als Kulturpalast im Renaissancestil auf 1600 Eichenpfeilern unter dem Namen Ferenc József szinház, ungarisch für Franz Joseph-Theater, erbaut. Zwei Brände beschädigten das Gebäude; der erste brach 1880 aus, doch wurde das Theater bis 1882 in seiner Originalform wiederhergestellt. Nach dem zweiten Brand vom 30. Oktober 1920 blieben nur die Seitenflügel zurück. Wiederholt wurde das Theater weitgehend nach den alten Plänen aufgebaut und schließlich am 13. Mai 1928 erneut eingeweiht.
In den Jahren 1934 bis 1936 erfolgte dann der Neubau des Großen Saals sowie die Errichtung der heutigen Hauptfassade im Stil eines Triumphbogens, wobei die zur Piața Victoriei zeigenden Fenster verschlossen wurden. Saal und Fassade wurden vom rumänischen Architekten Duiliu Marcu, der als Bewunderer des Mussolini-Staatsarchitekten Marcello Piacentini galt, im neubyzantinischen Stil mit neoromanischen Einflüssen angefertigt und kosteten 2.660.023 Lei. Erst 2003 wurden die verschlossenen Fenster wieder freigelegt.
Die Staatsoper von Timișoara wurde am 30. März 1946 gegründet und am 27. April 1947 offiziell eröffnet. Zum ersten Direktor wurde die Opernsängerin Aca de Barbu ernannt.
Im Verlauf der Rumänischen Revolution von 1989 war der Platz vor dem Nationaltheater und Opernhaus einer der Hauptschauplätze, vom Balkon des Gebäudes aus hielten die Revolutionäre ihre Reden.